# Elecciones generales de Italia de 1865
Las elecciones generales se celebraron en Italia el 22 de octubre de 1865 con una segunda vuelta celebrada el 29 de octubre. Fueron las segundas en la historia del país. 

## Contexto histórico
La Derecha histórica fue dirigida por el ex primer ministro del Reino de Cerdeña, Alfonso Ferrero La Marmora, un general de larga data que luchó durante la unificación italiana.
Por otro lado, el bloque de la Izquierda histórica estaba liderado por Urbano Rattazzi, un político liberal que estuvo entre los fundadores del grupo parlamentario de izquierda italiano.
En oposición a los dos bloques principales, había un tercer partido conocido como El Extremo, una coalición de extrema izquierda, bajo el liderazgo de Giuseppe Mazzini, un revolucionario italiano y una figura clave de la Unificación.
Los días 22 y 29 de octubre, solo 504.263 hombres de una población total de alrededor de 23 millones tenían derecho a voto. Los candidatos de derecha emergieron como el bloque más grande en el Parlamento con alrededor del 41% de los 443 escaños. En su mayoría eran aristócratas que representaban a los rentistas del norte del país y tenían opiniones políticas moderadas, incluida la lealtad a la corona y el bajo gasto público; el general La Marmora fue nombrado Primer Ministro por el rey Víctor Manuel II.

## Partidos y líderes
| Partido | Partido             | Ideología                    | Líder                      |
| ------- | ------------------- | ---------------------------- | -------------------------- |
|         | Derecha histórica   | Conservadurismo, Monarquismo | Alfonso Ferrero La Marmora |
|         | Izquierda histórica | Liberalismo, Centrismo       | Urbano Rattazzi            |
|         | Extrema Izquierda   | Republicanismo, Radicalismo  | Giuseppe Mazzini           |

## Resultados
|  | 41,99 % |

|  | 36,30 % |

|  | 4,87 % |

|  | 16,84 % |

|  | 95,48 % |

|  | 4,52 % |

|  | 100 % |

|  | 56,49 % |

1. 1 2 3 4  Estimado